# Dave Barr
Daid Allen Barr (Kelowna, 1 maart 1952) is een Canadees golfprofessional.

## Loopbaan
Barr studeerde aan de Oral Roberts University in Tulsa (Oklahoma) en speelde college-golf. In 1972 was hij 2de bij het Canadees Amateur en won in datzelfde jaar de Eisenhower Trophy in team.

### Professional
Barr werd in 1974 professional en speelde op de Canadese Tour (1974-1978), de Amerikaanse Tour (1978-2002) en de Champions Tour. In Canada won hij 12 keer, op de PGA Tour 2 keer. 
Zijn topprestatie was de overwinning in 1981 van het Quad Cities Open en in 1987 won hij ook nog de Georgia-Pacific Atlanta Golf Classic.
In 1994 woonde hij nog in Richmond. Hij was nummer 53 op de rangorde van de Amerikaanse PGA Tour, de hoogst geplaatste Canadese speler. Hij won dat jaar de Alfred Dunhill Cup in Schotland met Rick Gibson en Ray Stewart.
In 2000 werd Barr opgenomen in de Canadese Golf Hall of Fame en de British Columbia Sports Hall of Fame. 
In 2002 mocht hij op de Champions Tour gaan spelen. Daar was hij de eerste Canadese winnaar ooit.

### Gewonnen
Canadese Tour
- 1975: BC Open
- 1977: BC Open, Alberta Open, Quebec Open
- 1978: BC Open
- 1981: Victoria Open
- 1985: Canadian PGA Championship, Quebec Open
- 1986: Quebec Open
- 1987: Manitoba Open
- 1988: Canadian TPC, Manitoba Open

PGA Tour
- 1981: Quad Cities Open (-10) na play-off tegen Woody Blackburn, Frank Conner, Dan Halldorson en Victor Regalado
- 1987: Georgia-Pacific Atlanta Golf Classic (-23)

Champions Tour
- 2003: Royal Caribbean Golf Classic

Elders
- 2007: Canadian PGA Seniors' Championship op The Marshes Golf Club in Ottawa

In team
- World Cup: 1977, 1978, 1982, 1983, 1984, 1985 (winnaars), 1987, 1988, 1989, 1990, 1991, 1993, 1994
- Alfred Dunhill Cup: 1985, 1986, 1987, 1988, 1989, 1990, 1993, 1994 (winnaars), 1995